# Boïens
Pour les articles homonymes, voir Boii (homonymie).
Les Boïens (Boii en latin, Βόιοι en grec) étaient l'un des plus importants peuples celtes de l'âge du fer. Leur présence est attestée, en différentes époques, en Gaule cisalpine (dans le Nord de l'Italie), en Pannonie (région de l'Europe centrale comprenant l'actuelle Hongrie ainsi qu'une partie des pays frontaliers), en Bohême et en Gaule transalpine. De surcroît, des recherches archéologiques ont démontré qu'au IIe siècle av. J.-C., des Celtes (probablement Boïens) vivant en Bohême se sont installés en Silésie, dans le Sud de la Pologne.
Les limes danubien (en), limes de Pannonie (en) et limes de Mésie (en) précisent les zones d'influence des différents peuples en présence.
La première mention qui est faite d'eux dans les récits historiques remonte aux invasions gauloises (vers -390). Ils apparaissent dans le Nord de l'Italie, et font de la cité étrusque de Felsina leur capitale, qu'ils renomment Bononia. Après de nombreux conflits avec leurs voisins romains, les Boïens sont définitivement défaits près de Mutina (actuelle Modène) et leur territoire devient alors une province de la Gaule cisalpine.

## Ethnonyme
Le nom de Boïens n'a pas encore été expliqué de façon satisfaisante. À côté du celtique bogios « frappeur » existe également l'interprétation par un mot celtique hypothétique *bouios qui signifierait « possesseur de bétail » (à partir de l'indo-européen *gwowjeh³s, voir latin bos « bœuf », génitif Bovis). Sont mentionnés les noms de Boiorix (roi des Cimbres), Boiocalus (roi des Ampsivariens) et Boiodurum (Passau). Un héritage de ce nom se trouve probablement dans le nom de la Bavière, d'où le nom de la tribu des « Bavarois », latin Bavarii dérivé du germanique *baio-warioz (baijaz « guerrier » ou « Boïen »), dans lequel le premier composant est probablement une version germanique de Boïens, la seconde partie appartient à un composé commun pour les noms de tribus germaniques signifiant « résidents, habitants ». Le nom de l'actuelle Bohême reposerait sur celui des Boïens, associé au proto-germanique haimaz « domicile », et signifierait donc « domicile des Boïens ».
Une autre hypothèse ferait dériver Boïen du nom de leur dieu tutélaire : Borvo.

## Mentions chez les auteurs anciens
Aucun auteur ancien ne prétend que les Boii étaient indigènes de Bohême. Au lieu de cela, César et Tacite racontent qu'ils ont traversé le Rhin vers l'est en Norique (César, Guerre des Gaules, 1.5) ou en Bohême (Tacite, Germania, 28), tandis que Strabon (Géographie, 5.1.6) déclare qu'ils ont migré du nord-est de l'Italie vers les régions autour du Danube, où ils habitaient avec les Taurisques, un peuple qu'il identifie comme celte (Géographie, 7.2.2, citant Posidonios)

## Histoire

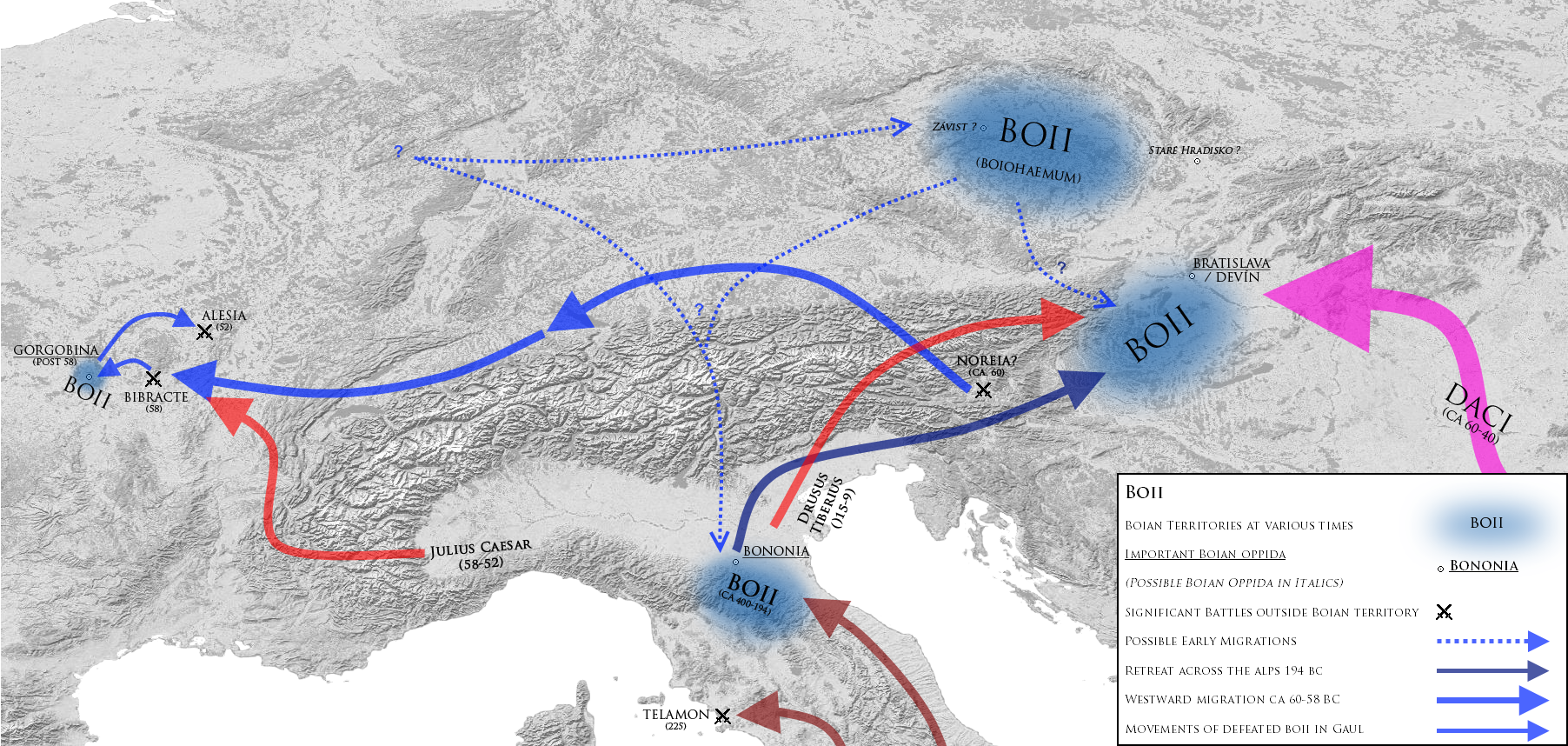
Mouvements migratoires des Boïens

La zone d'origine des Boïens est probablement située entre le Rhin, le Main et le Danube. Durant l'exode à partir de cette région à l'époque de La Tène, au IVe siècle av. J.-C., les Boïens se divisent en deux groupes, dont l'un se déplace vers le nord de l'Italie et l'autre vers la Bohême. L'élément déclencheur de cet exode fut probablement une pression accrue des envahisseurs des tribus germaniques.

### En Italie
Au début du IVe siècle av. J.-C., une partie du peuple boïen émigre en Italie, où il s'installe dans la région de Bologne. Ils se mêlent bientôt aux Étrusques et aux Ombriens qui y vivaient. Ils font de la colonie étrusque de Felsina leur ville principale qu'ils renomment Bononia. on ignore par quel itinéraire les Boïens sont parvenus en Italie. Certains historiens tel Helmut Birkhan supposent que cette traversée se fit à travers les Alpes. Une minorité d'autres pensent que la division des Boïens eut lieu seulement en Bohême peu avant d'atteindre cette région et que la migration eut lieu à travers ce qui deviendra le Noricum et la Pannonie en direction de l'Illyrie au nord de l'Adriatique et au sud des Alpes, puis à travers la région des Vénètes jusqu'en territoire étrusque.
Les Boii avaient au nord les Lingons, et au sud l'Apennin qui les séparait de l'Étrurie. Les Boïens construisirent un ensemble de cités. Plusieurs nécropoles ont été fouillées au Monte Bibele, à Monterenzio Vecchio et à Casalecchio di Reno.
Ils furent soumis par les Romains en -193.

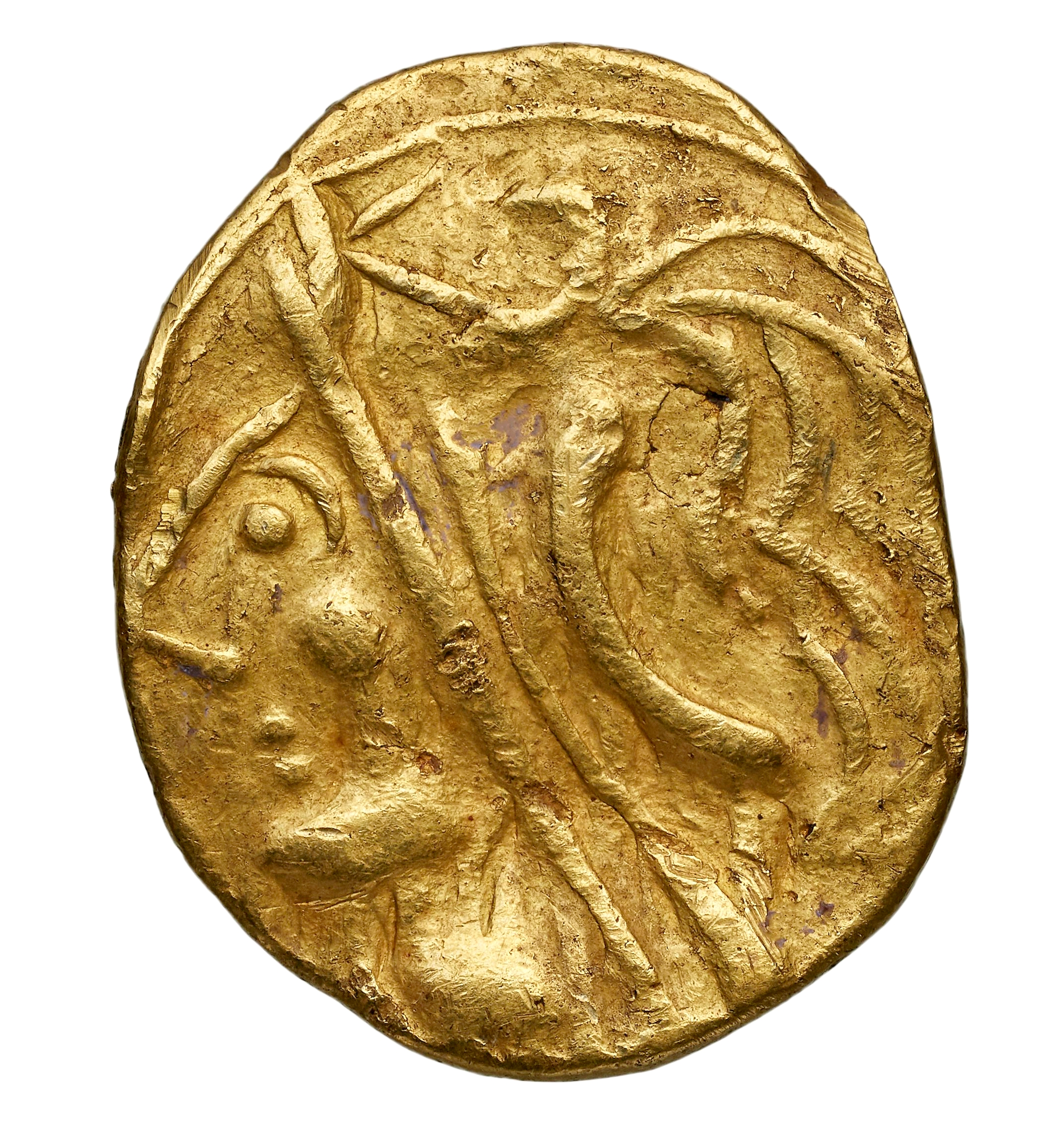

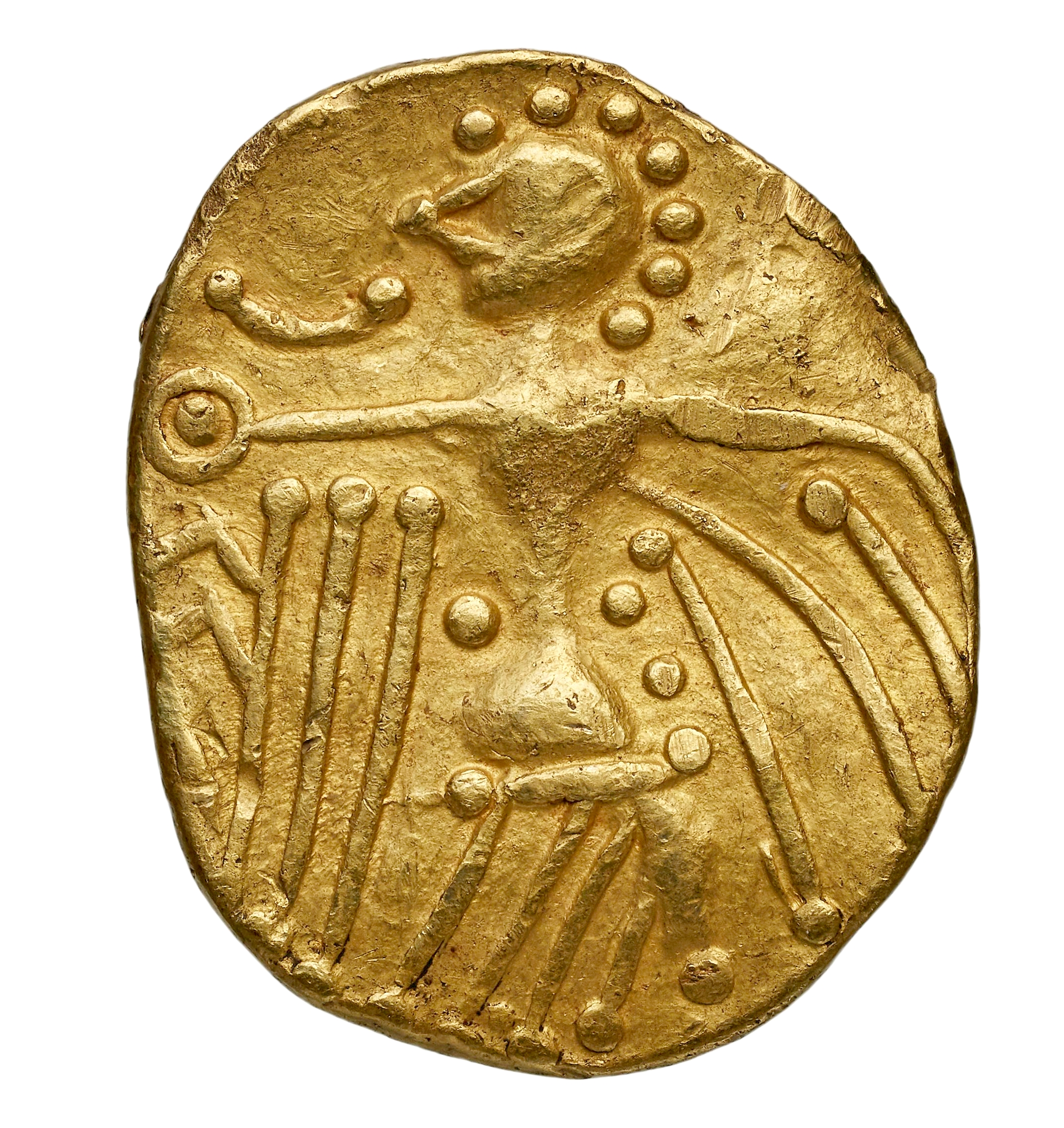
Statère attribué aux Boïens, période imprécise, entre 300 et 50 Département des Monnaies, médailles et antiques de la Bibliothèque nationale de France.

Par ailleurs, des fouilles réalisées à la fin du XIXe siècle, au sein d'un complexe funéraire sur le site de Certosa en Lombardie, ont permis d'attester l'établissement des Boïens dans cette autre région. Le corpus de sépultures, d'une remarquable richesse numéraire et matérielle, a délivré des artéfacts archéologiques témoignant de l'origine ethnique boïenne des défunts. La  nécropole de Certosa est datée aux environs de la fin du VIe siècle av. J.-C./début du Ve siècle av. J.-C., démontrant ainsi une évolution simultanément géographique et chronologique de l'implantation boïenne en Italie du Nord.

### En Germanie
Les Boii donnèrent leur nom à la Bohême (Boiohemum), d'où ils furent chassés par les Marcomans, puis ils vinrent occuper la Bavière et/ou la Pannonie[réf. nécessaire] où ils furent assimilés ultérieurement par des occupants germains pour former un nouveau peuple : les Bavarii ou Boioaria. Les Tolisboii de Galatie étaient sans doute aussi des Boii.
Boiorix (roi des Boïens), un des chefs cimbres, est un nom dérivé de Boïen, ainsi que Boiodorum (fort des Boïens, auj. Passau) en Allemagne.

### En Gaule
Il a largement essaimé et on le retrouve en Gaule dans la région de Sancerre et dans tout le bas-Allier, ainsi qu'aux alentours du Bassin d'Arcachon. Strabon a écrit « Les Boiens, à leur tour, s'étant vu chasser par les Romains de leurs demeures, se transportèrent dans la vallée de l'Istros ; ils vécurent là mêlés aux Taurisques et en lutte perpétuelle avec les Daces jusqu'à ce que ceux-ci les eussent exterminés, et les terres qu'ils occupaient et qui faisaient partie de l'Illyrie se trouvèrent alors abandonnées comme de vagues pâturages aux troupeaux des nations voisines. ». De la langue celtique des Boïens, seuls quelques patronymes nous sont parvenus.
Il semble qu'on puisse distinguer au moins deux groupes :
- les Boii entre l’Elaver (Allier) et la Liger (Loire), dont le territoire répond à une partie du Bourbonnais. Tiennent leur origine du fait que la tribu des Boïens, ayant accompagné la migration des Helvètes, battus par César en -58, et au nombre de 32 000 guerriers, ont été confiés aux Eduens (Bourgogne) qui les installent dans cette région.

« À la demande des Héduens, les Boïens reçurent, à cause de leur grande réputation de valeur, la permission de s'établir sur leur propre territoire ; on leur donna des terres, et ils partagèrent plus tard les droits et la liberté des Héduens eux-mêmes. »

— Jules César, Commentaires sur la Guerre des Gaules, Livre I, 28
C'est sur ce territoire qu'est située Gorgobina, ville qui, selon Jules César, résiste à Vercingétorix pendant la Guerre des Gaules.
- les Boïates de l'Aquitaine, dont le territoire est le ci-devant pays de Buch en Gascogne, pourraient être une autre branche des Boïens mélangés à des Aquitains.